# STS-77
STS-77 va ser la 77a missió espacial i l'11a missió del transbordador espacial Endeavour. La missió va començar des de la plataforma de llançament 39B del Kennedy Space Center, Florida, el 19 de maig de 1996, que va durar 10 dies i 40 minuts i completar 161 revolucions abans d'aterrar a la pista 33.

## Tripulació
| Posició                     | Astronauta                                             | Astronauta                                             |
| --------------------------- | ------------------------------------------------------ | ------------------------------------------------------ |
| Comandant                   | John H. Casper Quart i últim vol espacial vol espacial | John H. Casper Quart i últim vol espacial vol espacial |
| Pilot                       | Curtis L. Brown, Jr. Tercer vol espacial               | Curtis L. Brown, Jr. Tercer vol espacial               |
| Especialista de la missió 1 | Andrew S. Thomas Primer vol espacial                   | Andrew S. Thomas Primer vol espacial                   |
| Especialista de la missió 2 | Daniel W. Bursch Tercer vol espacial                   | Daniel W. Bursch Tercer vol espacial                   |
| Especialista de la missió 3 | Mario Runco, Jr. Tercer i últim vol espacial           | Mario Runco, Jr. Tercer i últim vol espacial           |
| Especialista de la missió 4 | Marc Garneau, CSA Segon vol espacial                   | Marc Garneau, CSA Segon vol espacial                   |

## Punts destacats de la missió
El vol del transbordador de la NASA, Endeavour, es va dedicar a obrir la frontera de l'espai comercial. Durant el vol, la tripulació va realitzar investigacions de microgravetat a bord del mòdul SPACEHAB de propietat comercial i operativa. La missió també va desplegar i recuperar el satèl·lit Spartan-207/IAE (Inflatable Antenna Experiment) i es va reunir amb un satèl·lit de prova. Un conjunt de quatre experiments tecnològics coneguts com els experiments de tecnologia per al progrés de les missions a l'espai Technology Experiments for Advancing Missions in Space (TEAMS) també va volar a la badia de càrrega del transbordador.

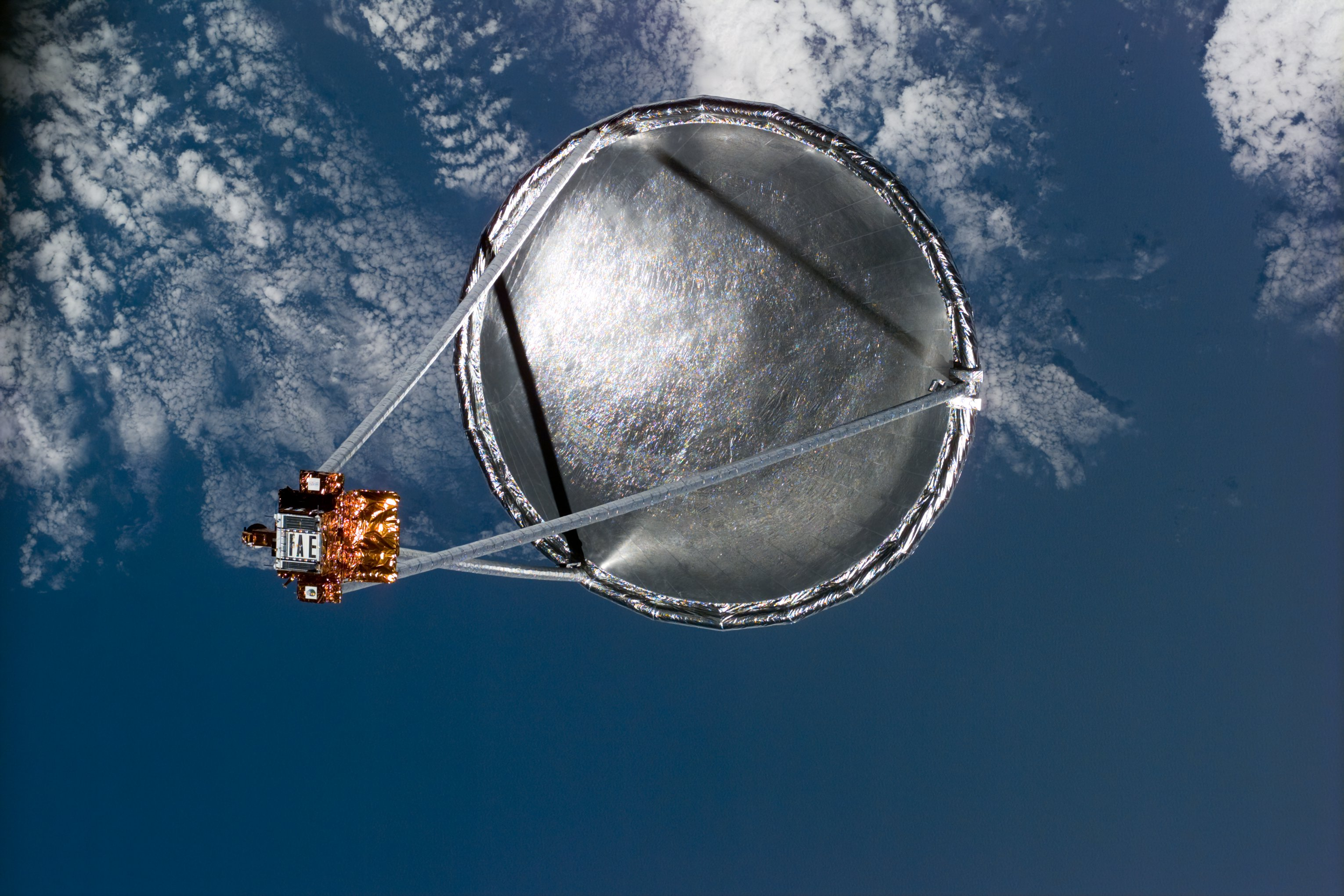
L'Experiment d'Antena Inflable desplegat

El mòdul SPACEHAB va transportar prop de 1.400 quilograms (3.100 lliures) d'experiments i equips de suport per a 12 càrregues comercials de desenvolupament de productes comercials en àrees de biotecnologia, materials electrònics, polímers i agricultura, així com diversos experiments per a altres organitzacions de càrrega útil de la NASA. Un d'aquests, la instal·lació de zona de flotació comercial (CFZF) es va desenvolupar a través de la col·laboració internacional entre els EUA, Canadà i Alemanya. Es van escalfar diverses mostres de material electrònic i semiconductor a través de la tècnica de zona flotant. Una altra instal·lació a SPACEHAB va ser el Space Experiment Facility (SEF) que va créixer els cristalls per difusió de vapor.
El satèl·lit Spartan-207 del Goddard Space Flight Center (GSFC) es va utilitzar per desplegar i provar l'Inflatable Antenna Experiment (IAE) que va establir les bases per al desenvolupament tecnològic futur en estructures espacials inflables. Va provar el rendiment d'una gran antena inflable durant una missió de noranta minuts. L'estructura de l'antena després va ser descartada i la nau espacial SPARTAN-207 es va recuperar al final de la missió.

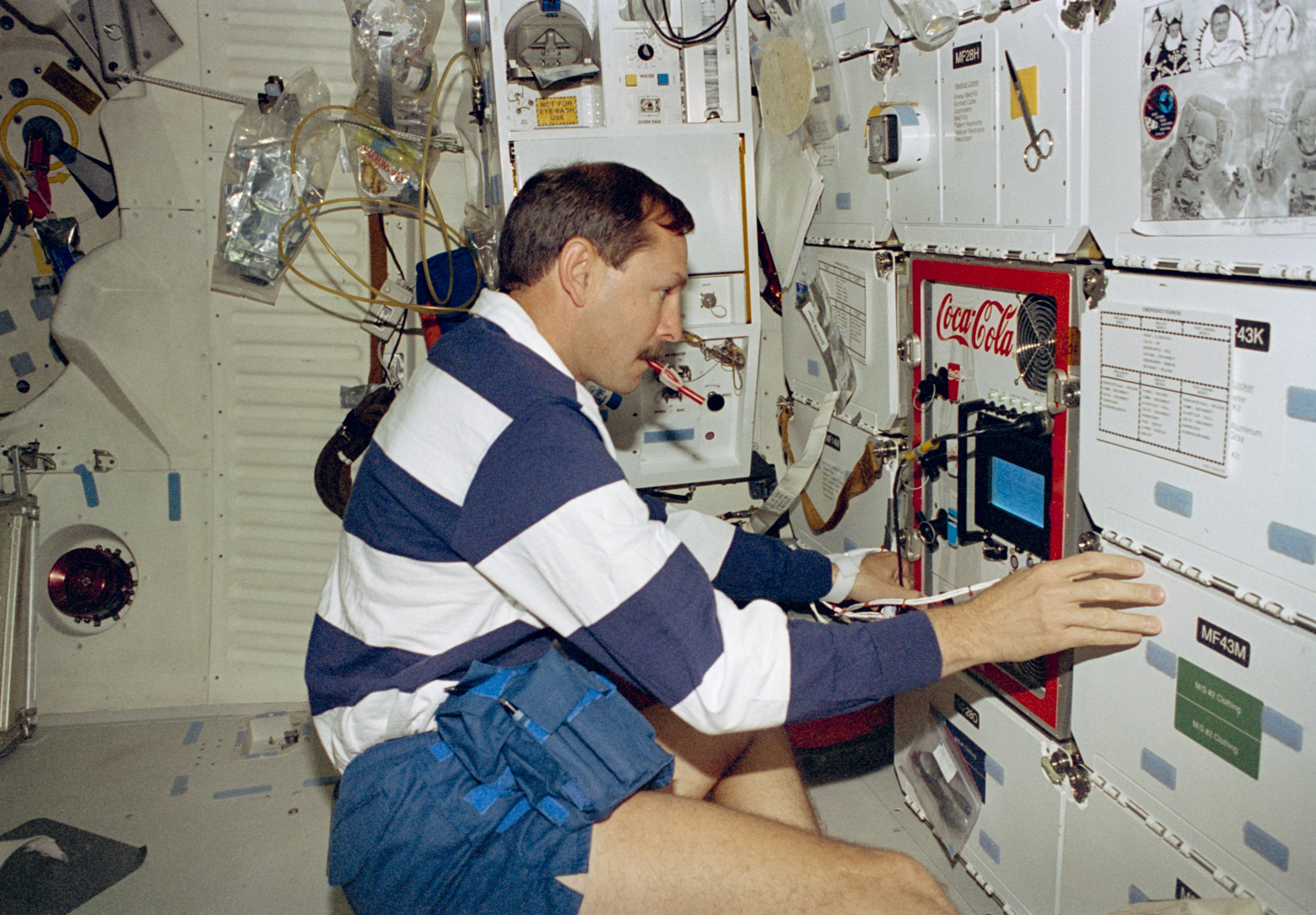
El pilot Curtis Brown es prepara per activar l'aparell de bioprocessos genèrics de fluids (FGBA) 2, a la part central.

A l'interior de la badia de càrrega de l'Endeavour els quatre experiments TEAMS van funcionar al llarg de la missió. Van incloure el Sistema de Posicionament Global (GPS), l'Experiment d'Actitud i Navegació (GANE) per determinar amb quina precisió el sistema GPS pot subministrar informació d'actitud a un vehicle espacial; l'Experiment d abastiment de tancs amb ventilació (VTRE) per provar mètodes millorats per abastiment de combustible en l'espai; El Liquid Metal Thermal Experiment (LMTE) per avaluar el rendiment de les canonades de calor de metall líquid en condicions de microgravetat i la Passive Aerodynamically Stabilized Magnetically Damped Satellite (PAMS) per demostrar la tecnologia del principi d'estabilització aerodinàmica a l'atmosfera superior. Les càmeres del transbordador van registrar el satèl·lit PAMS quan es va desplegar i van rastrejar els seus moviments.
Els experiments secundaris en el vol van incloure el Brilliant Eyes Ten Kelvin Sorption Cryocooler Experiment (BETSCE), l'Aquatic Research Facility (ARF) i l'experiment Biological Research In a Canister (BRIC).
També a bord hi havia l'aparell de bioprocessament de plantes genèriques (P-GBA) dissenyat per BioServe Space Technologies. Diverses espècies de plantes es van volar en aquesta càmera de creixement plantada configurada amb dos barres de mig punt. Es van realitzar amb èxit investigacions sobre el creixement de les plantes en microgravetat i sobre la viabilitat de l'agricultura a l'espai.
Es va desenvolupar un dispensador de font de Coca-Cola (oficialment un Aparell de bioprocessament genèric de fluids-2 o FGBA-2) per a usar en STS-77 com un banc de proves per determinar si es poden produir begudes carbonatades a partir de diòxid de carboni emmagatzemat per separat, aigua i xarops aromatitzats i determini si els fluids resultants poden estar disponibles per al consum sense nucleació de bombolles i la formació d'escuma resultant. La unitat tenia 1,65 litres de Coca-Cola i Diet Coke. El FGBA original va volar en STS-63.

## Insígnia de missió
Les dues porcions vermelles de la NASA a l'esquerra de la insígnia simbolitzen la designació numèrica del vol en la seqüència de la missió del sistema de transport espacial.